# Novato
Novato ist eine Stadt in Marin County im US-Bundesstaat Kalifornien mit 53.225 Einwohnern (Stand: 2020). Die geographischen Koordinaten sind: 38,09° Nord, 122,56° West. Das Stadtgebiet hat eine Größe von 73,2 km².
In der Stadt ist das Independent-Label Valley King Records ansässig.

## Geographie
Laut dem US-Volkszählungsbüro hat Novato eine Fläche von 73 km², wovon 71 km² Land und 2 km² Wasser sind. Zu den wichtigsten geografischen Merkmalen in Novato gehören der Mount Burdell im Norden, und die Big Rock Ridge im Südwesten. Der Stafford Lake im Westen versorgt Novato mit Wasser, obwohl das meiste davon aus dem Russian River in Sonoma County kommt. 
Novato umfasst zehn Marin County Open Space Naturschutzgebiete: Mount Burdell, Rush Creek, Little Mountain, Verissimo Hills, Indian Tree, Deer Island, Indian Valley, Ignacio Valley, Loma Verde, und Pacheco Valle. Obwohl Novato am Wasser liegt, ist der Zugang zum Wasser durch Ackerflächen und Feuchtgebiete eingeschränkt.

### Klima
Novato hat ein sommerwarmes Mittelmeerklima mit warmen, trockenen Sommern und milden Wintern mit Regen.

## Söhne und Töchter der Stadt
- Jared Goff (* 1994), US-amerikanischer Footballspieler
- Jeffrey Ford, US-amerikanischer Filmeditor
- Brande Roderick (* 1974), US-amerikanische Schauspielerin und Fotomodell